# Кастро Хихон, Рамон
Рамон Кастро Хихон (исп. Ramón Castro Jijón; 15 ноября 1915 — 1 ноября 1984, Кито) — эквадорский военачальник, адмирал, командующий военно-морским флотом Эквадора, политик, военный и государственный деятель, глава военной хунты — И. о. Президента Эквадора (11 июля 1963- 29 марта 1966).
Окончил национальную военно-морскую школу, позже отправился в Чили, где продолжил до 1940 г. обучение в Высшем военно-морском училище им. Артуро Прат в Вальпараисо. Вернувшись в Эквадор, занимал различные должности, был начальником порта, генералом-командующим военно-морским флотом, секретарём вооруженных сил, с конца 1950 года — военно-морским атташе в посольствах разных стран.
Во время правления президента Карлоса Хулио Аросемена Монроя, был назначен главнокомандующим военно-морским флотом.
В 1963 году возглавил военную хунту (до 1966 года), которая отстранила от власти президента Карлоса Хулио Аросемена Монроя. Под давлением мирового сообщества был вынужден в марте 1966 года устраниться от власти и передать власть Варгасу Тельмо.
За время правления способствовал проведению значительных государственных реформ, в частности, земельную реформу. Подвергалось острой критике в авторитаризме и подавлении гражданских свобод.
Послу ухода с поста, жил за границей в Бразилии.